# Relations entre la Géorgie et le Japon
Les Relations entre la Géorgie et le Japon débutent le 3 août 1992, un an après l'indépendance de la Géorgie vis-à-vis de l'Union soviétique.
Le Japon a fourni des aides étrangères à la Géorgie pour différents projets de développement économiques et culturels. La balance commerciale entre les deux nations est très en faveur du Japon, qui exporte des automobiles et des produits manufacturés, face à la Géorgie qui exporte des produits alimentaires et des produits chimiques.
Le Président géorgien Edouard Chevardnadze a fait une visite officielle au Japon en mars 1999 et le Président Mikheil Saakachvili en mars 2007.
Depuis novembre 2006, la Géorgie maintient une ambassade à Tokyo. Le Japon a une ambassade à Tbilissi.